# Robert Zechmann
Robert Zechmann (ur. 10 stycznia 1978 w Lincoln) – amerykański wioślarz.

## Osiągnięcia
- Mistrzostwa Świata – Gifu 2005 – czwórka podwójna wagi lekkiej – 6. miejsce[1].
- Mistrzostwa Świata – Linz 2008 – jedynka wagi lekkiej – 21. miejsce[1].